# A Song of Autumn
A Song of Autumn è una poesia di Adam Lindsay Gordon messa in musica da Edward Elgar nel 1892.

## Storia
La canzone è stata dedicata da Elgar a "Miss Marshall". Fu pubblicata per la prima volta da Orsborn & Tuckwood, poi da Ascherberg nel 1892 prima di essere ripubblicato nel 1907 come uno dei Seven Lieder, con parole inglesi e tedesche (parole tedesche di Edward Sachs).

## Versi
Wo soll ich pflücken den Blumenstrauss,

Wenn der Herbst zieht in das Land,

Wenn die dürren Blätter gelb sind und kraus,

Und der Büsche Grün verschwand?

Wo sind die einst schmückten unser Haus,

Und wann sind die neuen zur Hand?

Wo soll ich pflücken den Blumenstrauss,

Wenn der Herbst zieht in das Land?
Kind! kann ich sagen wo Blumen blüh'n?

Wohin Blatt, wohin Blüte schwand?

Ob sie fielen unter der Sonne Glühn,

Ob die Winde sie streuten ins Land?

Frühling bringt Blumen für dich, mein Kind,

Pflücke sie mit der weissen Hand;

Doch ich werde ruh'n, wo die Blätter sind,

Wenn der Herbst zieht in das Land.»
Where shall we go for our garlands glad

At the falling of the year,

When the burnt-up banks are yellow and sad,

When the boughs are yellow and sere?

Where are the old ones that once we had,

And where are the new ones near?

What shall we do for our garlands glad

At the falling of the year?
Child! can I tell where the garlands go?

Can I say where the lost leaves veer

On the brown-burnt banks, when the wild winds blow,

When they drift through the dead-wood drear?

Girl! When the garlands of next year glow,

You may gather again, my dear—

But I go where the last year's lost leaves go

At the falling of the year.»

## Incisioni
- Songs and Piano Music by Edward Elgar contiene "A Song of Autumn" eseguita da Amanda Pitt (soprano), con David Owen Norris (piano).
- Elgar: Complete Songs for Voice & Piano Konrad Jarnot (baritono), Reinild Mees (piano)
- The Songs of Edward Elgar SOMM CD 220 Christopher Maltman (baritono) con Malcolm Martineau (piano), al Southlands College, Londra, aprile 1999